# Dominguês
Pour les articles homonymes, voir Pelembe et Domingues.
Elias Gaspar Pelembe dit Dominguês est un footballeur mozambicain né le 13 novembre 1983 à Maputo (Mozambique).